# 마마 (2013년 영화)
《마마》(Mama)는 2013년 개봉한 공포 영화이다. 2008년 아르헨티나의 단편 영화 《Mamá》를 새롭게 장편 영화로 만든 것이다.

## 줄거리
버려진 오두막에서 5년 동안 살아남은 아이들, 도대체 누가 두 자매를 돌보아왔던 것일까!
2013년 미국 버지니아주의 작은 마을 클리프턴 포지. 마을 외각의 오래된 숲 속 깊은 곳, 버려진 오두막에서 두 자매가 발견된다. 그들은 바로 5년 전 세상을 떠들썩하게 만들었던 부모의 충격적인 사망 사건 이후 행방불명 되었던 8살 빅토리아와 6살 릴리로 밝혀지고, 두 자매의 하나뿐인 가족이며 아빠의 쌍둥이 형제인 삼촌 루커스와 여자친구 애너벨은 기적적으로 살아남은 조카들을 자신들의 집으로 데려온다. 하지만 오두막에서 돌아온 것은 아이들 만이 아니었는데?
숨막히게 두려운 존재가 의심 되는 3가지 증거!
1. 5년 전 실종 당시 아이들의 나이는 고작 3살과 1살. 그러나 버려진 오두막에서 발견된 아이들은 무사하다.
2. 아이들은 집에 오자 점차 적응해 가는 모습을 보인다. 하지만 밤이 되면 벽에 대고 속삭인다.
3. 두 자매의 엄마는 5년 전 살해 당했다. 그러나 아이들은 여전히 엄마의 이름을 부른다.  

## 출연
- 제시카 채스테인 - 애너벨 "애니" 역
- 니콜라이 코스테르발다우 - 루커스 "루크" 더산지 / 제프리 더산지 역
- 메건 샤판티에이 - 빅토리아 더산지 역
- 이저벨 넬리스 - 릴리 더산지 역
- 대니얼 캐시 - 제럴드 드라이퍼스 정신과의 역
- 하비에르 보테트 - 마마 역
- 제인 모팻 - 진 포돌스키 역
- 데이비드 폭스 - 번지 역
- 줄리아 샨트리 - 니나 역

## 기타 제작진
- 미술: 애너스테이자 머자로
- 의상: 루이 서퀘이라